# Hypnos monopterygius
La Hypnos monopterygius, también conocida como raya ataúd o raya dormilona australiana, es una especie de raya eléctrica endémica de Australia, donde es común en aguas costeras de menos de 80 m (260 pies). Es el único miembro del género Hypnos y de la familia Hypnidae. Esta pequeña especie suele alcanzar los 40 cm (16 pulgadas) de longitud. Unas aletas pectorales muy grandes y una cola extremadamente corta, junto con unas aletas dorsal y caudal diminutas, todas concentradas hacia la parte trasera, dan a la raya del ataúd una distintiva forma de pera. Su color superior varía entre el marrón y el negro, y tiene ojos diminutos y una boca grande y muy distensible.
La raya ataúd, perezosa y nocturna, frecuenta hábitats arenosos o fangosos, donde puede enterrarse durante el día. Capaz de producir una potente descarga eléctrica de 200 voltios para atacar y defenderse, puede provocar una descarga grave, aunque no mortal, a un ser humano. Esta especie es un depredador voraz que se alimenta principalmente de peces óseos bentónicos, a menudo abordando peces que se acercan o le superan en tamaño. En ocasiones, también puede consumir invertebrados e incluso pequeños pingüinos y ratas. La reproducción es vivípara aplacentaria, en la que los embriones en desarrollo se nutren del vitelo y del histotrofo («leche uterina») producido por la madre. La hembra pare de 4 a 8 crías durante el verano. No se valora comercialmente, pero es muy resistente y suele sobrevivir a la captura y el descarte. La Unión Internacional para la Conservación de la Naturaleza (UICN) ha catalogado esta especie como de Preocupación Menor, ya que su población no parece amenazada por la actividad humana.

## Taxonomía y filogenia
La primera referencia científica a la raya ataúd fue escrita por el zoólogo y botánico inglés George Shaw para acompañar las ilustraciones de Frederick Polydore Nodder de un pez varado, publicadas en su obra de 1795 The Naturalist's Miscellany. Shaw interpretó el espécimen como un pez ganso, llamándolo «Lophius de una sola aleta» o Lophius monopterygius en latín. Independientemente, el zoólogo francés Auguste Duméril describió una nueva raya eléctrica en un volumen de 1852 de la revista Revue et Magasin de Zoologie, basándose en dos especímenes recogidos frente a Nueva Gales del Sur. La denominó Hypnos subnigrum; el nombre del género deriva del griego antiguo ῠ̔́πνος (húpnos, «sueño»), por la capacidad de la raya de inducir entumecimiento. Con el tiempo, Gilbert Percy Whitley reconoció que Nodder había ilustrado la misma especie que Duméril había descrito, por lo que el nombre binomial apropiado pasó a ser Hypnos monopterygius. En 1902, Edgar Ravenswood Waite propuso Hypnarce como nombre sustitutivo de Hypnos, que en su opinión estaba ocupado por el género de mariposas Hypna. Sin embargo, el Código Internacional de Nomenclatura Zoológica (ICZN) no parece exigir el cambio, por lo que Hypnarce se considera un sinónimo menor.
El nombre común de «raya ataúd» proviene de la forma de ataúd de los especímenes varados, que se hinchan después de la muerte. Esta especie también puede ser conocida como raya eléctrica, raya eléctrica de cola corta o torpedo. Los estudios filogenéticos, basados en la morfología, han encontrado que Hypnos está más estrechamente relacionado con el género Torpedo. De ahí que algunos taxónomos lo clasifiquen con Torpedo en la familia Torpedinidae (en su propia subfamilia, Hypninae). Por otro lado, también hay taxónomos que creen que Hypnos es lo suficientemente distintivo como para merecer su propia familia separada, Hypnidae.

## Distribución y hábitat
La raya de ataúd tiene una distribución amplia pero dispersa en las aguas tropicales y templadas cálidas de Australia. La parte occidental de su área de distribución se extiende desde el golfo de San Vicente en Australia Meridional hasta Broome en Australia Occidental, y la parte oriental desde Eden en Nueva Gales del Sur hasta la isla Heron en Queensland. No se da en Victoria ni en Tasmania. Esta especie común, que vive en el fondo, se encuentra normalmente cerca de la costa, a no más de 80 m (260 pies) de profundidad, aunque se ha registrado en profundidades de hasta 240 m (790 pies). En 1910, el arrastrero Endeavour capturó varias rayas ataúd a profundidades que oscilaban entre 47 y 120 brazas (86-219 metros). La raya ataúd prefiere hábitats con fondos arenosos o fangosos, incluyendo playas, estuarios y bahías, y también se puede encontrar sobre pastos marinos, así como en y alrededor de arrecifes rocosos y de coral.

## Descripción

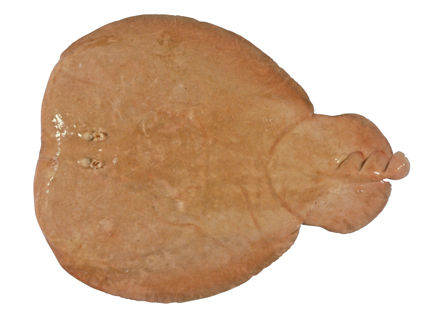
La raya ataúd puede identificarse por su disco de aleta pectoral muy agrandado y su pequeña cola.

La inusual forma de pera de la raya de ataúd la distingue de todas las demás rayas. Su cuerpo es flácido, con dos grandes órganos eléctricos en forma de riñón visibles a ambos lados de la cabeza. Las aletas pectorales forman un disco muy ensanchado, casi tan ancho como largo, que es grueso en el centro y fino en los márgenes. El margen anterior del disco es de recto a ligeramente cóncavo. Los ojos son diminutos y pueden estar elevados sobre cortos pedúnculos. Detrás de los ojos y ligeramente más grandes están los espiráculos, que en algunos individuos están rodeados de pequeñas papilas. Las fosas nasales están situadas justo delante de la boca y conectadas a ella por un par de ranuras anchas. Entre los orificios nasales hay una corta cortina de piel que se superpone a la boca. La boca, de gran capacidad, forma un arco muy largo y ancho; las delgadas mandíbulas pueden distenderse drásticamente, aunque no son especialmente protuberantes. Los adultos tienen más de 60 filas de pequeños dientes en cada mandíbula; cada diente tiene tres largas cúspides. Los cinco pares de hendiduras branquiales son pequeñas y están situadas bajo el disco.
Las aletas pélvicas son relativamente grandes y se fusionan con el disco de la aleta pectoral en la parte delantera para formar un disco secundario aproximadamente circular. Las dos aletas dorsales tienen forma de lóbulos redondeados y están situadas muy cerca de la aleta caudal, que es de tamaño similar con un margen redondeado casi simétrico. La cola es extremadamente corta, hasta el punto de que la aleta caudal apenas sobrepasa el disco de la aleta pélvica. La piel carece por completo de dentículos dérmicos y puede estar arrugada en algunas zonas. La coloración dorsal varía del marrón oscuro al rojizo, al grisáceo, rosáceo o amarillento, y puede ser lisa o estar escasamente decorada con marcas irregulares más oscuras y más claras. La parte inferior es pálida, al igual que las papilas de los espiráculos. Esta especie alcanza una longitud de 70 cm (28 pulgadas), o incluso 92 cm (36 pulgadas), aunque la mayoría sólo mide unos 40 cm (16 pulgadas).

## Biología y ecología

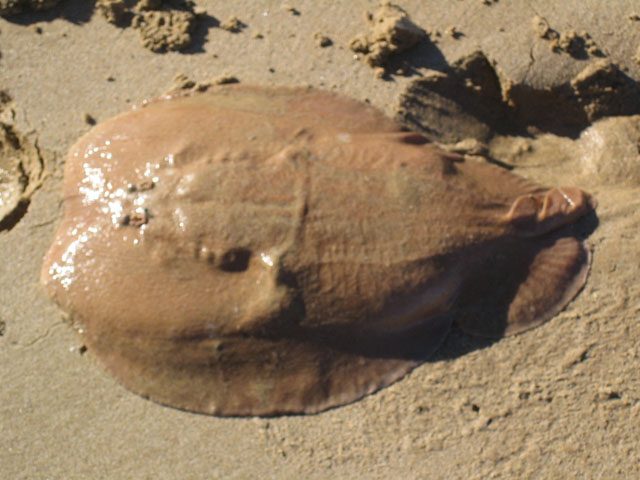
Las rayas ataúd suelen varar en la orilla.

La raya de ataúd es un nadador lento y débil que avanza con un movimiento espasmódico y aleteante. Es nocturna y pasa la mayor parte del día enterrada en el sedimento, mostrando sólo sus espiráculos. Cuando se le molesta, se le ha observado realizar un posible comportamiento de defensa, en el que emerge del fondo y nada en bucle con la boca abierta. Esta especie a veces queda varada en tierra por la bajamar, pero puede sobrevivir fuera del agua durante horas. Como en otras rayas eléctricas, los órganos eléctricos de la raya de ataúd se derivan del tejido muscular y consisten en numerosas columnas verticales, cada una formada por una pila de «placas eléctricas» llenas de gelatina que actúan esencialmente como una batería. Es capaz de generar hasta 200 voltios de electricidad y administrar 50 descargas en un lapso de diez minutos, debilitándose cada descarga sucesiva. La raya ataúd utiliza la electricidad para someter a sus presas y disuadir a los depredadores.
La dieta de la raya de ataúd consiste principalmente en peces óseos bentónicos, pero también incluye cefalópodos y, en ocasiones, crustáceos y gusanos poliquetos. También se han registrado pingüinos y ratas en los estómagos de esta especie. La raya ataúd embosca a sus presas en el sustrato y se las traga enteras de cabeza antes de volver a enterrarlas. A menudo captura presas extremadamente grandes en relación con su tamaño; un ejemplar observado de 60 cm (24 pulgadas) de longitud se había tragado un pez de cabeza plana (Platycephalus sp.) de 70 cm (28 pulgadas) de longitud, y la cola del pez presa aún sobresalía de su boca. Se han recuperado ejemplares muertos que aparentemente se habían ahogado intentando tragar presas demasiado grandes. La raya de ataúd es vivípara aplacentaria, en la que los embriones en desarrollo se alimentan de vitelo, complementado posteriormente por histótrofos («leche uterina») segregados por la madre. Las hembras dan a luz camadas de 4-8 crías en verano; los recién nacidos miden aproximadamente 8-11 cm (3,1-4,3 pulgadas) de largo. Tanto los machos como las hembras alcanzan la madurez sexual en torno a los 40-48 cm de longitud. Se sabe que esta especie está parasitada por las tenias Acanthobothrium angelae y Lacistorhynchus dollfusi, y el nematodo Echinocephalus overstreeti.
Son presa de los tiburones tigre. Un gran tiburón tigre capturado en Port Stephens a principios del siglo XX tenía más de treinta de ellos en el estómago.

## Interacción con los humanos
Al acercarse a ella, la raya ataúd tiende a permanecer inmóvil en su lugar de ocultación en el fondo marino. Como resultado, muchos buceadores, nadadores y bañistas han recibido una descarga tras entrar accidentalmente en contacto con ella. Aunque no pone en peligro la vida, la descarga puede ser bastante fuerte; lo suficiente como para entumecer un miembro humano durante varios minutos o hacer caer de pie a una persona adulta. La descarga aún puede ser percibida por una persona que vierta un chorro de agua de mar sobre la raya o manipule una red en la que haya una raya ataúd. El pez es capaz de emitir múltiples descargas en un corto periodo de tiempo, aunque cada descarga es más débil que la anterior.
En 1883, Edward Pierson Ramsay señaló que era la única raya nativa de Port Jackson que no era comestible. La raya ataúd no tiene valor económico. Es capturada incidentalmente por arrastreros comerciales, pero es lo suficientemente resistente como para ser devuelta al agua con vida. También se captura en trampas para langostas y, con poca frecuencia, por pescadores submarinos. Dado que sigue siendo común y está muy extendida, la Unión Internacional para la Conservación de la Naturaleza (UICN) ha clasificado a esta especie como de Preocupación Menor. Se ha mantenido en acuarios públicos, pero requiere comida en movimiento.